# Coupe de France de futsal 2012-2013
Navigation
2011-2012 2013-2014
La Coupe nationale futsal 2012-2013 est la 19e édition de la Coupe de France de futsal. Triple tenant du titre du Championnat de France et de la Coupe nationale, le Sporting Paris s'impose (6-4) en finale face au Kremlin-Bicêtre United et soulève le trophée pour la quatrième fois d'affilée.

## Format
Une première phase de qualifications régionales voire départementales est organisée par chaque Ligue régionale de football, généralement en tournoi à élimination directe. Un nombre proportionnel à la quantité de clubs engagés par Ligue détermine le nombre de qualifiés en 32es de finale. Les finales régionales sont marquées par l’entrée en lice des équipes évoluant en Division d'honneur.
Les vingt clubs engagés dans le Championnat de France n'entrent qu'à partir de ces 32es de finale qui se déroulent par groupe de quatre équipes. Avec trente-deux clubs qualifiés en 16es de finale, la compétition se déroule ensuite en tournoi à élimination directe.

## Compétition

### Finales régionales
En fonction du nombre d'équipes engagées, les Ligues régionales de football peuvent faire accéder un nombre proportionnel de club à la phase nationale, après avoir organisé des tours de qualifications.
Alsace (4)
- Souffelweyersheim

Atlantique
Bretagne
Corse (1)
- FC Furiani 2-2 tab 1-2 USJ Furiani

Franche-Comté
Languedoc-Roussillon (1)
- Montpellier Agglo, Mosson FC,
Beaucaire Futsal ou FC rochefortais[4]

Lorraine
Méditerranée (2)
- Toulon Classic SJV 9-1 SC Le Muy
- AJAMS Port de Bouc 9-1 Issole Futsal

Midi-Pyrénées (1)
- Défense de Fer ?-? Toulouse Lardenne

Nord-Pas-de-Calais (3)
- Teteghem AF 4-5 Douai Gayant Futsal
- Lille Petit Terrain 4-3 Tourcoing ASC Ren.
- Tourncoing ASCVCR 5-7 Hem Olympic

Paris Île-de-France (5)
- Sevres Foot Co 3-4 Lognes Sengol 77
- Évry Diamant 4-2 Fidèle Futsal
- Goussainville Futsal 5-4 Champs AFC[2]
- Roissy Brie 5-4 Chelles Futsal
- Villepintes Artistes 5-6 Paris ACASA

Rhône-Alpes (4)
- Voiron Futsal Club 5-3 ADP
- AS Charréard 2-4 Rhône Futsal Espoir
- Lyon Amateur Futsal 4-10 Bron Terraillon SC
- Pont l'Évêque FC 4-4 tab 2-1 AS lyonnaise Antoi.

### Phase nationale

#### 32esde finale
Les 32es de finale constituent le premier tour fédéral de la Coupe nationale futsal. Il se compose de seize groupes de quatre équipes qui s'affrontent en tournoi toutes rondes le 2 février, les deux premières accédant aux 16es de finale.
| Lieu                                                                                           | Groupes (en gras = les qualifiés)                                                               |
| ---------------------------------------------------------------------------------------------- | ----------------------------------------------------------------------------------------------- |
| Reguisheim (68)                                                                                | Strasbourg Sporting (cf) - Pfastatt Futsal (r) - Pont de Roide (foot) - Rhône Futsal Espoir (r) |
| Angers (49)                                                                                    | Nantes Béla (r) - USM Saran (d) - Paris Métropole (cf) - Diamant Évry (r)                       |
| Saint-Appolinaire (21)                                                                         | Lyon Footzik (cf) - ASL Clénay (cf) - Pont-l'Éveque (d) - Bron-Terraillon (d)                   |
| Merdrignac (22)                                                                                | FC Erdre (cf) - Nantes C'West (r) - Guérinière Caen (r) - Rennes TA (d)                         |
| Loudun (86)                                                                                    | Toulouse Futsal Club (cf) - US Jaunay-Clan (r) - KB United (cf) - Roissy-en-Brie (r)            |
| Beaucaire (30)                                                                                 | Bastia Centre (cf) - Beaucaire Futsal (r) - Bruguières SC (cf) - Défense de Fer Toulouse (r)    |
| Contrexéville (88)                                                                             | Racing HW 96 (r) - FC Marckolsheim (r) - Trémery (foot) - Garges Djibson (cf)                   |
| Farebersviller (57)                                                                            | Souffelweyersheim (r) - FC Saint-Martin La Veuve (d) - Longwy Boys (cf) - Farébersviller (r)    |
| Le Mans (72)                                                                                   | Hérouville Futsal (cf) - Le Mans SOM (r) - Paris ACASA (r) - Sengol 77 Lognes (r)               |
| Manosque (04)                                                                                  | Cannes Bocca (cf) - USJ Furiani (r) - Toulon TE (cf) - Classic St-Jean (r)                      |
| Toulouse (31)                                                                                  | Montpellier PB (cf) - Châtaigneraie Futsal (r) - UJS Toulouse (cf) - Toulouse Lardenne (r)      |
| Wattignies (59)                                                                                | Béthune Futsal (cf) - Reds Futsal (r) - Roubaix Futsal (cf) - Lille Petit Terrain (r)           |
| Paris (75)                                                                                     | Metz Grange aux Bois (r) - Saint-Mihiel (d) - Arcueil VN (cf) - Sporting Paris (cf)             |
| Goussainville (95)                                                                             | Faches-Thumesnil AJMT (cf) - Douai Gayant (r) - Bagneux Futsal (cf) - Goussainville (r)         |
| Ailly-sur-Noye (80)                                                                            | Roubaix AFS (cf) - Hem Olympique (r) - ARM Maromme (r) - Soissons Futsal (r)                    |
| L'Isle d'Abeau (38)                                                                            | L'Ouverture Clermont (r) - CA Salornéen (foot) - Picasso Echirolles (cf) - FC Voiron (r)        |
| cf : Championnat de France, r : club régional, d : club départemental, foot : club de football |                                                                                                 |

#### 16esde finale
Les 16es de finale se jouent le 23 février 2013. Parmi les 32 élus, on trouve 19 clubs du Championnat de France (notées « CF »), dix clubs de Division d'honneur (« DH »), deux clubs de Division d'honneur régionale (« DHR ») et un club exclusivement football (niveau DHR sur herbe). Les seizièmes de finale se jouent en matches par élimination directe de 2x20 minutes en temps effectif, avec éventuelles prolongations puis tirs au but.
| Domicile                       | Score | Extérieur                |
| ------------------------------ | ----- | ------------------------ |
| Clermont L'Ouverture (DH)      | -     | Echirolles Picasso (CF)  |
| Beaucaire Futsal (DH)          | -     | Toulouse UJS 31 (CF)     |
| Classic Saint-Jean (DH)        | -     | Montpellier PB (CF)      |
| Cannes Bocca (CF)              | -     | Bruguières SC (CF)       |
| Pfastatt Futsal (DH)           | -     | Strasbourg Sporting (CF) |
| Farébersviller Sfartiates (DH) | -     | Lyon Footzik (CF)        |
| Kremlin-Bicêtre United (CF)    | -     | Longwy Boys (CF)         |
| Trémery FC (foot)              | -     | Clénay ASL (CF)          |
| Paris Métropole (CF)           | -     | Roubaix Futsal (CF)      |
| Lognes Sengol 77 (DHR)         | -     | AFS Roubaix (CF)         |
| Douai Gayant (DH)              | -     | Faches Thumesnil (CF)    |
| Maromme ARM (DH)               | -     | Arcueil Vision Nova (CF) |
| Caen Guerinière Futsal (DH)    | -     | Garges Djibson (CF)      |
| Évry Diamant Futsal (DHR)      | -     | Paris ACASA (DH)         |
| Sporting Paris (CF)            | -     | Béthune Futsal (CF)      |
| Jaunay-Clan US (DH)            | -     | FC Erdre (CF)            |

#### Huitièmes de finale
Le FC Picasso s’incline 4-3 face à Montpellier lors des 8es de finale le dimanche 17 mars 2013.

### Finale
Vainqueur la semaine précédente en finale du Championnat de France, le Sporting Paris triple tenant du titre affronte le Kremlin-Bicêtre United, finaliste en 2008, au Palais des sports François-Abadie de Lourdes. Mené à la mi-temps (1-2), les Parisiens soulèvent le trophée pour la quatrième fois d'affilée (6-4).
| Finale      | Sporting Paris                                                              | 6 – 4   | Kremlin-Bicêtre United                                    |                                            |                                            |
| 25 mai 2013 | David Rondon 20e 38e · Juan Lopez 29e · Betinho 30e 30e · Djamel Haroun 38e | (1 – 2) | 2e 40e Chimel Vita · 15e Adrien Gasmi · 35e Kamel Hamdoud | Palais des sports François-Abadie, Lourdes | Palais des sports François-Abadie, Lourdes |